# Duinsterretjes-associatie
De duinsterretjes-associatie (Phleo-Tortuletum ruraliformis) is een associatie uit het duinsterretjes-verbond (Tortulo-Koelerion). Het is een pioniervegetatie van droge, zonnige, voedselarme maar kalkrijke zeeduinen, een plantengemeenschap met dominantie van blad- en korstmossen. Deze associatie is te vinden langs de Noordzeekust van het noorden van Frankrijk over België en Nederland tot het noorden van Duitsland.

## Naamgeving en codering
- Syntaxoncode voor Nederland (rVvN): r14Ca01
- BWK-karteringscode: hd
- Natura2000-habitattypecode: H2130
- Corine biotope: 16.22 - Dunes grises
- Eunis Habitat Types: B1.4 - Coastal stable dune grassland (grey dunes)

De wetenschappelijke naam Phleo-Tortuletum ruraliformis is afgeleid van de botanische naam van het zanddoddegras (Phleum arenarium) en van het mos groot duinsterretje (Syntrichia ruralis var. ruraliformis, synoniem Tortula ruraliformis), beide kensoorten van het bovenliggende verbond.

## Fysiognomie
De duinsterretjes-associatie is een door bladmossen en/of korstmossen gedomineerde, open pioniervegetatie, waarin de kruidlaag een eerder ondergeschikte rol speelt en slechts uitzonderlijke een grote mate van bedekking bereikt. De boom- en struiklaag zijn volledig afwezig.

## Ecologie
Deze plantengemeenschap komt voor op droge, humusloze tot humusarme, kalkrijke duinen die in de zomer sterk opwarmen, wat men meestal aantreft op de lijzijde van de zeereep tot in de buitenste strook van de middenduinen. In kalkrijke duingebieden kunnen we ze zelfs tot in de binnenduinen op open plekken terugvinden. Op koeler duinhellingen kunnen we de duinsterretjes-associatie ook lokaal vinden op afgespoeld zand onderaan het duin of op opgeworpen zand bij konijnenholen.
Deze vegetatie heeft behoefte aan een zekere dynamiek van aan- en afvoer van duinzand, en kan onder de juiste omstandigheden lang blijven bestaan.

### Successie
Duingraslanden van de duinsterretjes-associatie kunnen spontaan evolueren uit vegetaties van de helm-klasse bij afnemende zandtoevoer, of in het tegenovergestelde geval door toenemende overstuiving uit struwelen van de associatie van duindoorn en vlier of van de associatie van duindoorn en liguster. Beschadiging van graslanden van het verbond van droge, kalkrijke duingraslanden, bijvoorbeeld door recreatie, kunnen ook leiden tot plaatselijke ontwikkeling van duinsterretjes-vegetatie.
Door stijging van de trofiegraad van de bodem kan de duinsterretjes-associatie zich ontwikkelen naar de kegelsilene-associatie, die in de regel op voedselrijkere bodem kan groeien. Intensievere menselijke ingrepen en verstoringen kunnen leiden tot een verdere evolutie naar een vegetatie van de slangenkruid-associatie.

### Mycoflora
De duinsterretjes-associatie herbergt enkele zeldzame schimmels, waaronder duinsterretjesmosschijfje. 

## Subassociaties in Nederland en Vlaanderen
Van de duinsterretjes-associatie worden in Nederland en Vlaanderen drie subassociaties onderscheiden.

### Typische subassociatie
De typische subassociatie (Phleo-Tortuletum typicum) betreft de typische vorm van de duinsterretjes-associatie. De syntaxoncode voor Nederland (rVvN) is r14Ca01a.

### Subassociatie met korstmossen
Een subassociatie met korstmossen (Phleo-Tortuletum cladonietosum) kenmerkt zich door de aanwezigheid van veel korstmossen (Cladonia sp.). De syntaxoncode voor Nederland (rVvN) is r14Ca01b.

### Subassociatie met bleek dikkopmos
Een subassociatie met bleek dikkopmos (Phleo-Tortuletum brachythecietosum) heeft bleek dikkopmos (Brachythecium albicans) als differentiërende soort. De syntaxoncode voor Nederland (rVvN) is r14Ca01c.

## Verspreiding
De duinsterretjes-associatie heeft een vrij uitgebreid verspreidingsgebied, van Noord-Frankrijk tot Noord-Duitsland.
In Nederland is ze beperkt tot de duinstreek, vooral in het Renodunaal district waar ze voorkomt buiten de zeedorpenlandschap, minder in het Waddendistrict en in de Zeeuwse duinen. Ook langs de kust van Flevoland en de IJsselmeerkust is de gemeenschap gevonden.
In Vlaanderen is deze assocatie de laatste decennia sterk achteruitgegaan, maar mooie voorbeelden zijn nog te vinden in de natuurgebieden De Westhoek, Ter Yde en de Zwinbosjes, en in de IJzermonding.

## Diagnostische taxa voor Nederland en Vlaanderen
De duinsterretjes-associatie heeft als kensoorten onder de hoger planten vooral de kleverige reigersbek. Andere kensoorten als gegroefde veldsla en de mossoorten duindaalder en het zeldzame saucijsbaardmos zijn slechts uitzonderlijk aanwezig.
Verder telt de gemeenschap een aantal overblijvende kruiden als zandhoornbloem, muurpeper, geel walstro, jakobskruiskruid en veldhondstong, eenjarigen als kandelaartje, ruw vergeet-mij-nietje, vroegeling en veldereprijs en grassen en grasachtige planten als het zanddoddegras, smal fakkelgras, zandzegge, rood zwenkgras en buntgras.
In de dominerende moslaag vinden we verder een aantal bladmossen als het naamgevende groot duinsterretje, gewoon klauwtjesmos, gewoon purpersteeltje en bleek dikkopmos, en de korstmossen zomersneeuw, gevorkt heidestaartje en vals rendiermos. Al deze soorten zijn bestand tegen uitdroging.
Kruidlaag
| Kentaxon | Diff.soort | Presentie | Triviale naam          | Botanische naam              | Opmerking | Afbeelding |
| -------- | ---------- | --------- | ---------------------- | ---------------------------- | --------- | ---------- |
| kA       | -          | > 30%     | kleverige reigersbek   | Erodium lebelii              |           |            |
| kA       | -          | < 10%     | gegroefde veldsla      | Valerianella carinata        |           |            |
| kV       | -          | > 80%     | zanddoddegras          | Phleum arenarium             |           |            |
| kV       | -          | > 20%     | kandelaartje           | Saxifraga tridactylites      |           |            |
| kO       | -          | > 40%     | smal fakkelgras        | Koeleria macrantha           |           |            |
| kO       | -          | > 40%     | ruw vergeet-mij-nietje | Myosotis ramosissima         |           |            |
| kO       | -          | > 10%     | kruipend stalkruid     | Ononis spinosa subsp. repens |           |            |
| kO       | -          | > 10%     | duinviooltje           | Viola curtisii               |           |            |
| kO       | -          | < 10%     | kleine steentijm       | Clinopodium acinos           |           |            |
| kK       | -          | > 80%     | zandhoornbloem         | Cerastium semidecandrum      |           |            |
| kK       | -          | > 70%     | zandzegge              | Carex arenaria               |           |            |
| kK       | -          | > 50%     | geel walstro           | Galium verum                 |           |            |
| kK       | -          | > 20%     | vroege haver           | Aira praecox                 |           |            |
| bg       | -          | > 70%     | muurpeper              | Sedum acre                   |           |            |
| bg       | -          | > 50%     | rood zwenkgras         | Festuca rubra                |           |            |
| bg       | -          | > 40%     | buntgras               | Corynephorus canescens       |           |            |
| bg       | -          | > 40%     | vroegeling             | Erophila verna               |           |            |
| bg       | -          | > 30%     | veldereprijs           | Veronica arvensis            |           |            |
| bg       | -          | > 30%     | helm                   | Ammophila arenaria           |           |            |
| bg       | -          | > 20%     | reigersbek             | Erodium cicutarium           |           |            |
| bg       | -          | > 20%     | jakobskruiskruid       | Jacobaea vulgaris            |           |            |
| bg       | -          | -         | veldhondstong          | Cynoglossum officinale       |           |            |

Moslaag
| Kentaxon | Diff.soort | Presentie | Triviale naam         | Botanische naam                      | Opmerking                         | Afbeelding |
| -------- | ---------- | --------- | --------------------- | ------------------------------------ | --------------------------------- | ---------- |
| kA       | -          | < 10%     | duindaalder           | Diploschistes muscorum               |                                   |            |
| kA       | -          | < 10%     | saucijsbaardmos       | Usnea articulata                     |                                   |            |
| kV       | -          | > 60%     | groot duinsterretje   | Syntrichia ruralis var. ruraliformis |                                   |            |
| kV       | -          | > 10%     | klein duinsterretje   | Syntrichia ruralis var. calcicola    |                                   |            |
| kV       | -          | > 10%     | kalksmaltandmos       | Ditrichum flexicaule                 |                                   |            |
| kV       | -          | < 10%     | hakig kronkelbladmos  | Pleurochaete squarrosa               |                                   |            |
| kK       | -          | > 70%     | gewoon klauwtjesmos   | Hypnum cupressiforme                 |                                   |            |
| kK       | -          | > 50%     | gewoon purpersteeltje | Ceratodon purpureus                  |                                   |            |
| kK       | -          | > 10%     | klein leermos         | Peltigera rufescens                  |                                   |            |
| -        | dS         | > 50%     | zomersneeuw           | Cladonia foliacea                    | subassociatie met korstmossen     |            |
| -        | dS         | > 40%     | gevorkt heidestaartje | Cladonia furcata                     | subassociatie met korstmossen     |            |
| -        | dS         | > 40%     | vals rendiermos       | Cladonia rangiformis                 | subassociatie met korstmossen     |            |
| -        | dS         | > 30%     | bleek dikkopmos       | Brachythecium albicans               | subassociatie met bleek dikkopmos |            |